# Рендо, Альберто
Альберто Рендо (исп. Alberto Rendo; 3 января 1940, Буэнос-Айрес) — аргентинский футболист, полузащитник.

## Карьера
Альберто Рендо родился в Буэнос-Айресе и жил в районе Нуэва Помпея в десяти кварталах от стадиона «Сан-Лоренсо» и в семи от арены «Уракана». Несмотря на одинаковую близость «домашних» стадионов обоих клубов, юноша всегда болел только за «Уракан». Однажды тётя отвела Альберто на киностудию CIFA, где готовился фильм о баскетболе «Телом и душой». Режиссёр фильма Армандо Бо увидев мальчика заявил, что тот похож на актёра Тосканито. Это прозвище закрепилось за Рендо на всю жизнь. Альберто начал играть в футбол в любительской команде «Сепильито», а затем выступал за «Бабу де Франха-де-Оро». Когда Рендо выступал за «Франху», он одновременно трудился сапожником на местной фабрике. Его друг Серхио Канту долго уговаривал Рендо пройти просмотр в «Уракане». Тот наконец согласился, и в возрасте 17 лет он и ещё 300 человек прошли просмотр в клубе. На нём присутствовал Карлос Пеуселье, который не только захотел взять Альберто в клуб, но и лично уговаривал юношу, который не был уверен, что сможет начать карьеру в профессиональном футболе. Позже Пеуселье позвонил Эрнесто Дучини, главному тренеру молодёжной сборной Аргентины и сказал, что у него есть готовый седьмой номер для стартового состава этой команды. 30 декабря 1958 года футболист впервые сыграл за основной состав клуба во время Кубка Суэсия против «Велес Сарсфилда». Его команда победила со счётом 4:1, а сам Рендо забил два гола. 13 сентября 1959 года полузащитник дебютировал за клуб в официальной игре с «Расингом» (1:4). 23 июля 1961 года Рендо забил первый мяч за «Уракан», поразив ворота «Феррокарриль Оэсте» (4:1). Со следующего года он стал твёрдым игроком основного состава клуба. За «Уракан» Альберто выступал до 1964 года. В том же сезоне у футболиста был шанс уехать играть в Европу, однако трансфер по разным причинам не состоялся.
В феврале 1965 года «Сан-Лоренсо» купил трансфер Рендо за 25 миллионов песо плюс трансфер в обратном направлении пяти футболистов. Сам игрок рассказал: "Однажды я пришёл на тренировку «Уракана», и тут мне сказали: «А что ты здесь делаешь? Разве ты не знал, что мы продали тебя в „Сан-Лоренсо“?» — «Что?» — ответил я. — «Меня же убьют». Я, который хотел проехать 14 000 километров, чтобы играть в Италии, в итоге прошёл пешком 14 кварталов, отделявших мой дом от поля «Сан-Лоренсо»". Любопытно, что когда общественности стало известно о трансфере, болельщики «Уракана» пришли к офису президента клуба Кармело Хосе Маротты и разбили ему окна камнями. 18 апреля он дебютировал в составе команды в матче с «Архентинос Хуниорс» (1:1). 20 июня того же года футболист забил первый мяч за клуб, поразив ворота «Росарио Сентраль»(2:0). В 1968 году Альберто помог команде, выступавшей под руководством бразильского тренера Тима, выиграть чемпионат страны. При этом клуб впервые с введения в Аргентине профессионализма в футболе остался непобедимым. Журнал El Gráfico признал Рендо лучшим игроком первенства. 17 декабря 1969 года Альберто сыграл последнюю встречу за «Сан-Лоренсо» против «Ривер Плейт» (0:1). В этой игре Рендо был удалён с поля за драку c Хорхе Ресио. Всего за «Сан-Лоренсо» футболист сыграл в 142 матчах и забил 11 голов, по другим данным 10 голов. В следующем сезоне Рендо возвратился в «Уракан» за 12 миллионов песо. 5 декабря 1971 года он сыграл последний матч за клуб против «Колона» (9:0). Всего за «Уракан» футболист провёл 111 матчей и забил 12 голов, по другим данным 112 матчей и 14 голов. В 1971 году Рендо, вместе с соотечественниками Эктором Вейрой и Мигелем Анхелем Мико, перешёл в мексиканский клуб «Лагуна», где дебютировал 16 августа в матче с «Атласом» (0:0). За клуб он провёл один сезон, в котором сыграл в 17 матчей и забил 2 гола, из которых 15 матчей и 2 гола в чемпионате. В 1972 году Рендо принял решение завершить игровую карьеру.
16 апреля 1960 года Рендо дебютировал в составе олимпийской сборной Аргентины в матче квалификации Олимпийских игр против Нидерландской Гвианы (6:2), где забил два гола. По итогам квалификации аргентинцы вышли в основную стадию. Там команда не вышла из группы, а сам Рендо сыграл лишь один матч против Польши (2:0). В 1964 году он поехал в составе первой сборной на Кубок Наций. 13 мая он дебютировал в составе Аргентины в матче с Португалией, в котором забил гол. «Бело-голубые» выиграли ещё две встречи и выиграли турнир. Сам Рендо позже говорил: «Мы хорошо выступили, это была прекрасная команда. Мы играли осторожно. Но не со страхом, а с уважением к соперникам. И нам повезло выиграть тот турнир непобежденными». Его же роль на турнире в команде заключалась в намеренном замедлении темпа игры, когда это необходимо, и ускорении его же, когда возникала потребность. В том же году Альберто выиграл с национальной командой Кубок Карлоса Диттборна, а спустя 4 года повторил этот успех, присовокупив к нему Кубок Липтона. 1 сентября 1968 в матче отборочного турнира чемпионата мира против команды Перу Рендо заработал пенальти, а затем забил гол, однако аргентинцы сыграл вничью 2:2 и потеряли шансы на выход в основную часть соревнования. Эта встреча стала последней для Альберто в матчах за национальную команду. Он сказал: «Я никогда не видел такого горя в раздевалке. Игроки плакали. Это было и общее, и личное разочарование, ведь это был мой самый последний шанс сыграть на чемпионате мира». Всего за сборную Аргентины Рендо провёл 16 матчей и забил 5 голов.
Ещё будучи действующим футболистом, Рендо стал тренером. В частности 9 августа 1970 года он исполнял обязанности главного тренера «Уракана» в матче с «Эстудиантесом» (1:2), а 16 августа с «Чакаритой Хуниорс» (1:2). В середине 1975 года Рендо стал главным тренером «Сан-Лоренсо». Клуб с ним во главе занял третье место в чемпионате страны. Однако годом позже после клуб попал в затяжную недачную серию: он не смог выиграть ни одной встречи за 16 матчей. После очередного поражения со счётом 0:3 от «Феррокарриль Оэсте» Рендо был уволен. В 1978 году Альберто возглавил «Уракан», который под его руководством провёл 31 матч. Затем он тренировал клуб «Атлетико Букараманга», которая с ним во главе заняла шестое место в 1979 году. А потом работал с эквадорской командой «Депортиво Кито». Также Рендо возглавлял клубы «Олл Бойз», «Депортиво Лаферрере» и «Депортиво Мандию» в 1994 году. После этого он ушёл из активной тренерской деятельности, став в 2014 году трудиться консультантом молодежных составов «Сан-Лоренсо».

## Статистика

### Клубная
| Сезон     | Клуб        | Лига    | Чемпионат | Чемпионат |
| Сезон     | Клуб        | Лига    | Игры      | Голы      |
| --------- | ----------- | ------- | --------- | --------- |
| 1959      | Уракан      | Примера | 1         | 0         |
| 1960      | Уракан      | Примера | 4         | 0         |
| 1961      | Уракан      | Примера | 7         | 1         |
| 1962      | Уракан      | Примера | 27        | 0         |
| 1963      | Уракан      | Примера | 21        | 3         |
| 1964      | Уракан      | Примера | 23        | 6         |
| 1965      | Сан-Лоренсо | Примера | 23        | 3         |
| 1966      | Сан-Лоренсо | Примера | 24        | 2         |
| 1967      | Сан-Лоренсо | Примера | 36        | 2         |
| 1968      | Сан-Лоренсо | Примера | 31        | 0         |
| 1969      | Сан-Лоренсо | Примера | 28        | 4         |
| 1970      | Уракан      | Примера | 22        | 2         |
| 1971      | Уракан      | Примера | 6         | 0         |
| 1971/1972 | Лагуна      | Примера | 15        | 2         |

### Международная
| Матчи Альберто Рендо за олимпийскую сборную Аргентины | Матчи Альберто Рендо за олимпийскую сборную Аргентины | Матчи Альберто Рендо за олимпийскую сборную Аргентины | Матчи Альберто Рендо за олимпийскую сборную Аргентины | Матчи Альберто Рендо за олимпийскую сборную Аргентины | Матчи Альберто Рендо за олимпийскую сборную Аргентины | Матчи Альберто Рендо за олимпийскую сборную Аргентины |
| ----------------------------------------------------- | ----------------------------------------------------- | ----------------------------------------------------- | ----------------------------------------------------- | ----------------------------------------------------- | ----------------------------------------------------- | ----------------------------------------------------- |
| №                                                     | Дата                                                  | Место проведения                                      | Оппонент                                              | Счёт                                                  | Голы                                                  | Турнир                                                |
| 1                                                     | 16 апреля 1960                                        | Лима                                                  | Нидерландская Гвиана (олимп.)                         | 6:2                                                   | 2                                                     | Квалификация Олимпийских игр                          |
| 2                                                     | 29 апреля 1960                                        | Лима                                                  | Мексика (олимп.)                                      | 3:1                                                   | 1                                                     | Квалификация Олимпийских игр                          |
| 3                                                     | 1 сентября 1960                                       | Неаполь                                               | Польша (олимп.)                                       | 2:0                                                   | —                                                     | Олимпийские игры                                      |

| Матчи Альберто Рендо за сборную Аргентины | Матчи Альберто Рендо за сборную Аргентины | Матчи Альберто Рендо за сборную Аргентины | Матчи Альберто Рендо за сборную Аргентины | Матчи Альберто Рендо за сборную Аргентины | Матчи Альберто Рендо за сборную Аргентины | Матчи Альберто Рендо за сборную Аргентины |
| ----------------------------------------- | ----------------------------------------- | ----------------------------------------- | ----------------------------------------- | ----------------------------------------- | ----------------------------------------- | ----------------------------------------- |
| №                                         | Дата                                      | Место проведения                          | Оппонент                                  | Счёт                                      | Голы                                      | Турнир                                    |
| 1                                         | 31 мая 1964                               | Рио-де-Жанейро                            | Португалия                                | 2:0                                       | 1                                         | Кубок Наций                               |
| 2                                         | 3 июня 1964                               | Сан-Паулу                                 | Бразилия                                  | 3:0                                       | —                                         | Кубок Наций                               |
| 3                                         | 6 июня 1964                               | Рио-де-Жанейро                            | Англия                                    | 1:0                                       | —                                         | Кубок Наций                               |
| 5                                         | 5 августа 1964                            | Буэнос-Айрес                              | Феррокарриль Оэсте                        | 3:0                                       | —                                         | Товарищеский матч                         |
| 6                                         | 8 сентября 1964                           | Санта-Фе                                  | Колон                                     | 0:2                                       | —                                         | Товарищеский матч                         |
| 7                                         | 24 сентября 1964                          | Буэнос-Айрес                              | Чили                                      | 5:0                                       | 1                                         | Кубок Карлоса Диттборна                   |
| 8                                         | 14 октября 1964                           | Сантьяго                                  | Чили                                      | 1:1                                       | —                                         | Кубок Карлоса Диттборна                   |
| 9                                         | 3 июня 1965                               | Париж                                     | Франция                                   | 0:0                                       | —                                         | Товарищеский матч                         |
| 10                                        | 9 июня 1965                               | Рио-де-Жанейро                            | Бразилия                                  | 0:0                                       | —                                         | Товарищеский матч                         |
| 11                                        | 21 июля 1965                              | Сантьяго                                  | Чили                                      | 1:1                                       | —                                         | Кубок Карлоса Диттборна                   |
| 10                                        | 2 ноября 1967                             | Посадас                                   | сборная Посадаса                          | 6:1                                       | —                                         | Товарищеский матч                         |
| 11                                        | 13 декабря 1967                           | Комодоро-Ривадавия                        | сборная Комодоро-Ривадавии                | 4:0                                       | —                                         | Товарищеский матч                         |
| 12                                        | 15 мая 1968                               | Асунсьон                                  | Парагвай                                  | 0:2                                       | —                                         | Кубок Шевалье Бутеля                      |
| 13                                        | 20 июня 1968                              | Монтевидео                                | Уругвай                                   | 1:2                                       | —                                         | Кубок Липтона                             |
| 14                                        | 7 августа 1968                            | Рио-де-Жанейро                            | Бразилия                                  | 1:4                                       | —                                         | Товарищеский матч                         |
| 15                                        | 11 августа 1968                           | Белу-Оризонти                             | Бразилия                                  | 2:3                                       | 1                                         | Товарищеский матч                         |
| 16                                        | 14 августа 1968                           | Богота                                    | Мильонариос                               | 1:0                                       | —                                         | Товарищеский матч                         |
| 17                                        | 24 августа 1968                           | Каракас                                   | Ботафого                                  | 0:1                                       | —                                         | Товарищеский матч                         |
| 18                                        | 29 августа 1968                           | Лима                                      | Перу                                      | 2:2                                       | —                                         | Товарищеский матч                         |
| 19                                        | 1 сентября 1968                           | Лима                                      | Перу                                      | 1:1                                       | —                                         | Товарищеский матч                         |
| 20                                        | 9 октября 1968                            | Сан-Хуан                                  | сборная Сан-Хуана                         | 5:1                                       | 1                                         | Товарищеский матч                         |
| 21                                        | 4 декабря 1968                            | Сантьяго                                  | Чили                                      | 1:2                                       | 1                                         | Кубок Карлоса Диттборна                   |
| 22                                        | 1 сентября 1968                           | Буэнос-Айрес                              | Перу                                      | 2:2                                       | 1                                         | Квалификация чемпионата мира              |

## Достижения
- Обладатель Кубка Наций: 1964
- Обладатель Кубка Карлоса Диттборна: 1964, 1968
- Чемпион Аргентины: 1968 (Метрополитано)
- Обладатель Кубка Липтона: 1968